# Драймон, Дерек
Дерек Драймон (англ. Derek Drymon) — американский аниматор, режиссёр, сценарист, художник раскадровки и продюсер. Более известен по работе над мультсериалами «Губка Боб Квадратные Штаны», «Новая жизнь Рокко», «Лагерь Лазло», «Котопёс» и «Время приключений».

## Биография и карьера
Дерек Драймон родился в ноябре 1968 года в небольшом городе Морристаун (штат Нью-Джерси), в семье Дэвида Драймона (1944—2020) и Мэделин Личчиарделло (1946—2007). В детстве он посещал государственные школы им. Джефферсона, с удовольствием рисуя и делая комиксы. В 1987 году окончил среднюю школу Джефферсон Тауншип. После школы Дерек поступил в Школу изобразительных искусств Манхэттена, где он оттачивал свои навыки рисования и перешёл к анимации. Окончил школу Драймон в 1992 году.
В 1993 году Драймон устроился на работу в Nickelodeon, попутно переехав в Калифорнию. В этом году Дерек также начал работать в качестве художника раскадровки и сценариста в мультсериале «Новая жизнь Рокко». Именно здесь он познакомился с Стивеном Хилленбергом и Тимом Хиллом; Хилл был сценаристом, а Хилленберг — режиссёром, продюсером и раскадровщиком. В 1997 году после закрытия «Новой жизни Рокко» Хилленберг создал Губку Боба, после чего Драймон объединился с Хилленбергом, Тимом Хиллом и Ником Дженнингсом в плане создания мультсериала. Хилленберг вспоминал о Драймоне как об «одном из главных людей в зарождении Губки Боба». Дерек был креативным режиссёром и главным продюсером в течение первых трёх сезонов, вместе со Стивом Хилленбергом Драймон одобрял идеи сценаристов и наброски серий, а также контролировал творческий и производственный процесс в мультсериале. После выпуска первого фильма по мультсериалу Драймон покинул мультсериал, его должность креативного режиссёра перешла к Винсенту Уоллеру, а главного продюсера — к Полу Тиббиту.
Драймон работал над мультсериалом «Лагерь Лазло» от Cartoon Network и проектом Тима Хилла «Боевая команда, вперёд!», мульт-скетчем «КаБлам!», в качестве художника раскадровки. Также Драймон на протяжении первого сезона был исполнительным продюсером (вместе с Фредом Сейбертом) мультсериала «Время приключений», созданного Пендлтоном Уордом. 
Драймон работал художником раскадровки в «DreamWorks Animation», а позже в анимационной компании «Laika Entertainment» и анимационным режиссёром по маркетингу в «Illumination».

### Личная жизнь
Дерек женат на Нэнси Москатьелло, пара имеет двух дочерей, Веру (род. 1998) и Хейзел (род. 2001); в настоящее время проживает в Лос-Анджелесе.

## Фильмография

### Телевидение
| Годы      | Название                                   | Примечания |
| --------- | ------------------------------------------ | --- |
| 1993-1996 | Новая жизнь Рокко                          | Сценарист Художник раскадровки Продюсер Ассистент режиссёра Ассистент раскадровщика                                                                    |
| 1996-1997 | Эй, Арнольд!                               | Режиссёр Режиссёр по раскадровке Художник раскадровки                                                                                                  |
| 1996-2000 | КаБлам!                                    | Художник раскадровки |
| 1998-1999 | Котопёс                                    | Сценарист Режиссёр по раскадровке Художник раскадровки                                                                                                 |
| 1998-2004 | Ох уж, эти детки                           | Дополнительный раскадровщик |
| 1999-2004 | Губка Боб Квадратные Штаны                 | Разработчик Креативный режиссёр (1999—2004) Главный продюсер (1999—2004) Режиссёр озвучивания (1999—2004) Сценарист (1999) Художник раскадровки (1999) |
| 2005-2008 | Лагерь Лазло                               | Продюсер Сценарист Художник раскадровки |
| 2007      | Diggs Tailwagger                           | Создатель Режиссёр Сценарист Исполнительный продюсер                                                                                                   |
| 2010      | The Cartoonstitute                         | Сценарист |
| 2010      | Время приключений                          | Исполнительный продюсер |
| 2017      | Супер-пуперское подземное лето Билли Дилли | Сценарист |

### Фильмы
| Годы | Название                                      | Примечания                                                                                 |
| ---- | --------------------------------------------- | ------------------------------------------------------------------------------------------ |
| 2004 | Губка Боб Квадратные Штаны                    | Сценарист Художник раскадровки Режиссёр по чередованию Исполнительный продюсер Автор песен |
| 2008 | Кунг-фу панда                                 | Дополнительный раскадровщик                                                                |
| 2009 | Монстры против пришельцев                     | Дополнительный раскадровщик                                                                |
| 2010 | Шрек навсегда                                 | Художник раскадровки                                                                       |
| 2010 | Мегамозг                                      | Особая благодарность                                                                       |
| 2011 | Бунт ушастых                                  | Художник раскадровки                                                                       |
| 2011 | Кунг-фу панда 2                               | Дополнительный раскадровщик                                                                |
| 2011 | Кот в сапогах                                 | Дополнительный раскадровщик                                                                |
| 2013 | Турбо                                         | Дополнительный раскадровщик                                                                |
| 2015 | Губка Боб в 3D                                | Автор песен («Squeeze Me»)                                                                 |
| 2016 | Кунг-фу панда 3                               | Художник раскадровки                                                                       |
| 2017 | Капитан Подштанник: Первый эпический фильм    | Художник раскадровки                                                                       |
| 2021 | Monster Pets: A Hotel Transylvania Short Film | Режиссёр                                                                                   |
| 2022 | Монстры на каникулах 4                        | Режиссёр                                                                                   |

### Актёр озвучивания
- 2004: Губка Боб Квадратные Штаны — Крикун, рыбак
- 2013: Турбо — Рабочая улитка №2, репортёр